# テックレンブルク

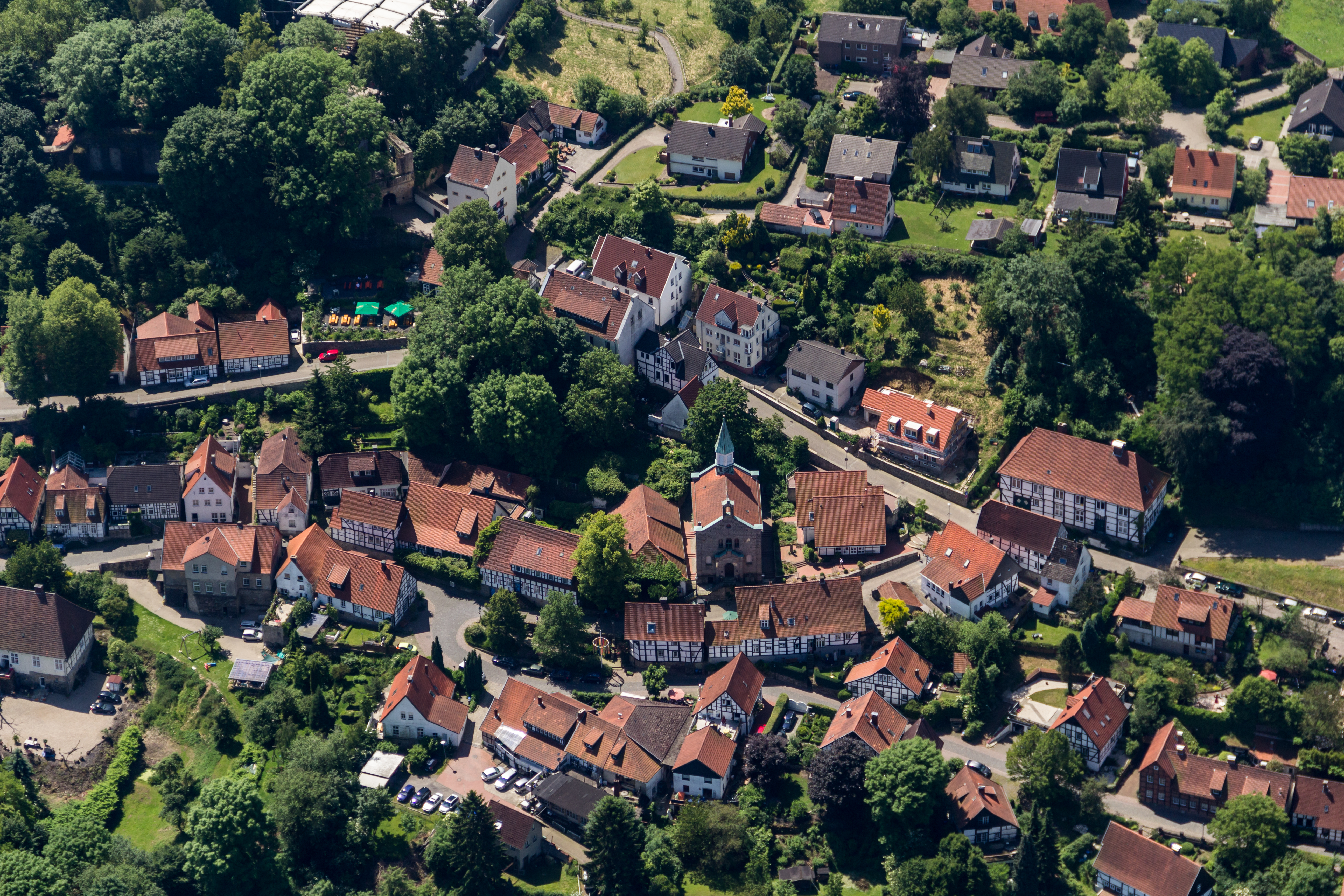
テックレンブルク中心部の木組み建築の家並み

テックレンブルク (ドイツ語: Tecklenburg, ドイツ語発音: [ˈtɛklənbʊrk], 東ヴェストファーレン方言: Tiäkenbuorch)は、ドイツ連邦共和国ノルトライン＝ヴェストファーレン州ミュンスター行政管区のシュタインフルト郡に属す市である。本市はオスナブリュック南西のトイトブルクの森に位置している。見所は、多くの木組み建築がある近世の中核市部の街並みである。テックレンブルクは、ヴェストファーレン北部の同名の地方テックレンブルガー・ラントにある。この名前は、テックレンブルクにあるテックレンブルク城とその城主であるテックレンブルク伯家に由来する。テックレンブルクは、かつてのテックレンブルク伯の宮廷所在地であり、後には（当時の）テックレンブルク郡の行政中心地であった。
テックレンブルクには中世の建築物が良く保存されており、ローテンブルク・オプ・デア・タウバーの街並みとの対比から「ヴェストファーレンのローテンブルク」と呼ばれる。遠くからも見ることができる歴史的中核部は保護文化財に指定されている。

## 地理

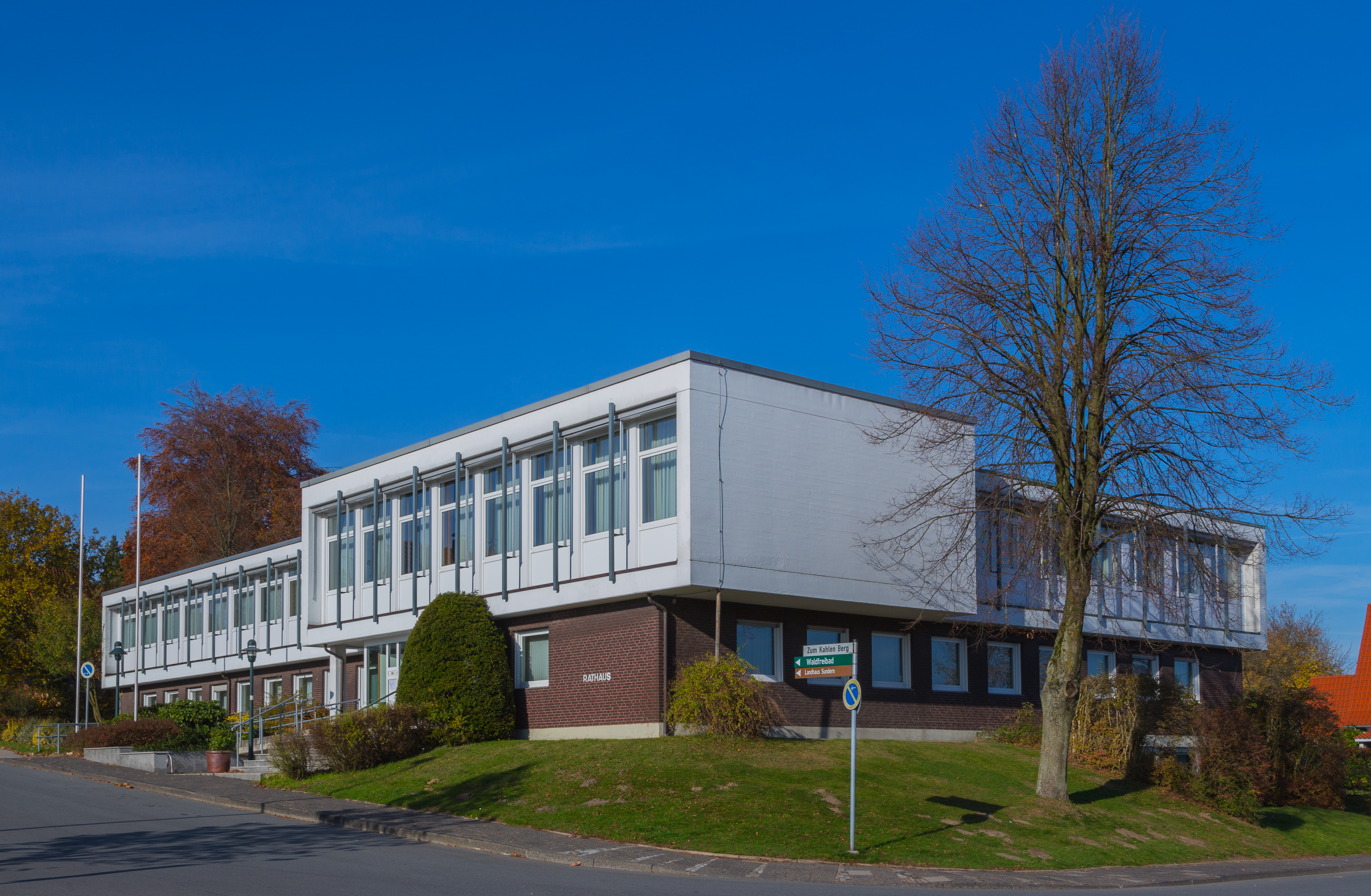
テックレンブルク市庁舎

### 市の構成
テックレンブルク市は4つの市区を包含する:
- テックレンブルク

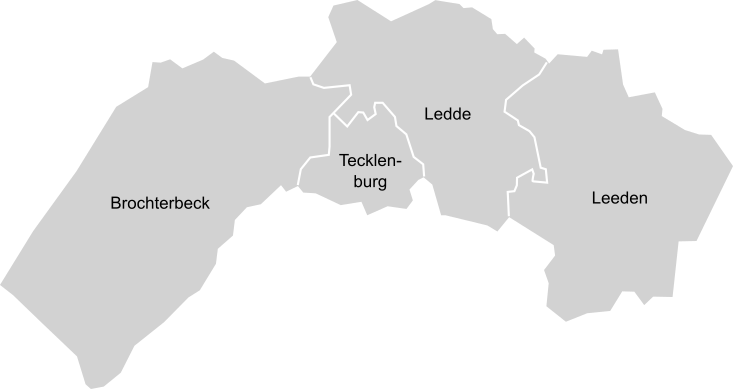
テックレンブルク市区図

- ブロホターベック（オーバードルフ、ニーダードルフ、ホルトハウゼン、ヴァレン＝リーネン、ホルストメルシュ集落を含む）
- レッデ（ダーネブロック、オーバーバウアー、ヴィーク集落を含む）
- レーデン（ローゼ、オーバーベルゲ集落を含む）

### 隣接する市町村
4つの市区を併せた全市域は、8つの市町村と境を接している。北から時計回りに、ヴェスターカペルン、ロッテ、ハスベルゲン、ハーゲン・アム・トイトブルガー・ヴァルト、レンゲリヒ、ラドベルゲン、ザーベック、イベンビューレンである。テックレンブルクはテックレレンブルガー・ラントの北部と南部との間の架け橋となっている。西のザーベックはミュンスターラントに属す。また、東に位置するハーゲン・アム・トイトブルガー・ヴァルトとハスベルゲンはオスナブリュッカー・ラントに属す。

## 歴史
テックレンブルク伯家は、13世紀および14世紀に一時はミュンスターやオスナブリュックの教会代官権を有したが、隣接する司教区や諸侯間の紛争、相続、結婚により、特にベントハイム伯家やシュタインフルト家と結ばれていた。この伯家はブラームシェのマルガルテン修道院を設立した。テックレンブルクの福音主義教区教会には、ミュンスターの彫刻家ヨハン・ブラベンダーが制作したテックレンブルク伯コンラート（1557年没）の墓石がある。
この伯家は、ニーダーザクセン南西部およびリンゲン、レーダ、リムブルク、ニーダーラインに領主権、所領、城館を有していた。テックレンブルクは、1226年に Suburbium（郊外）として文献に記録されており、1388年に初めて stad（都市）と記述されている。この街は17世紀の初めにベントハイム＝テックレンブルク伯アドルフによって独自の都市権を授けられた。1707年にプロイセン王国が伯領と市を購入したため、テックレンブルクはプロイセンの主権下におかれた。
テックレンブルク伯領は、ニーダーザクセン＝ヴェストファーレン帝国クライスに属した。

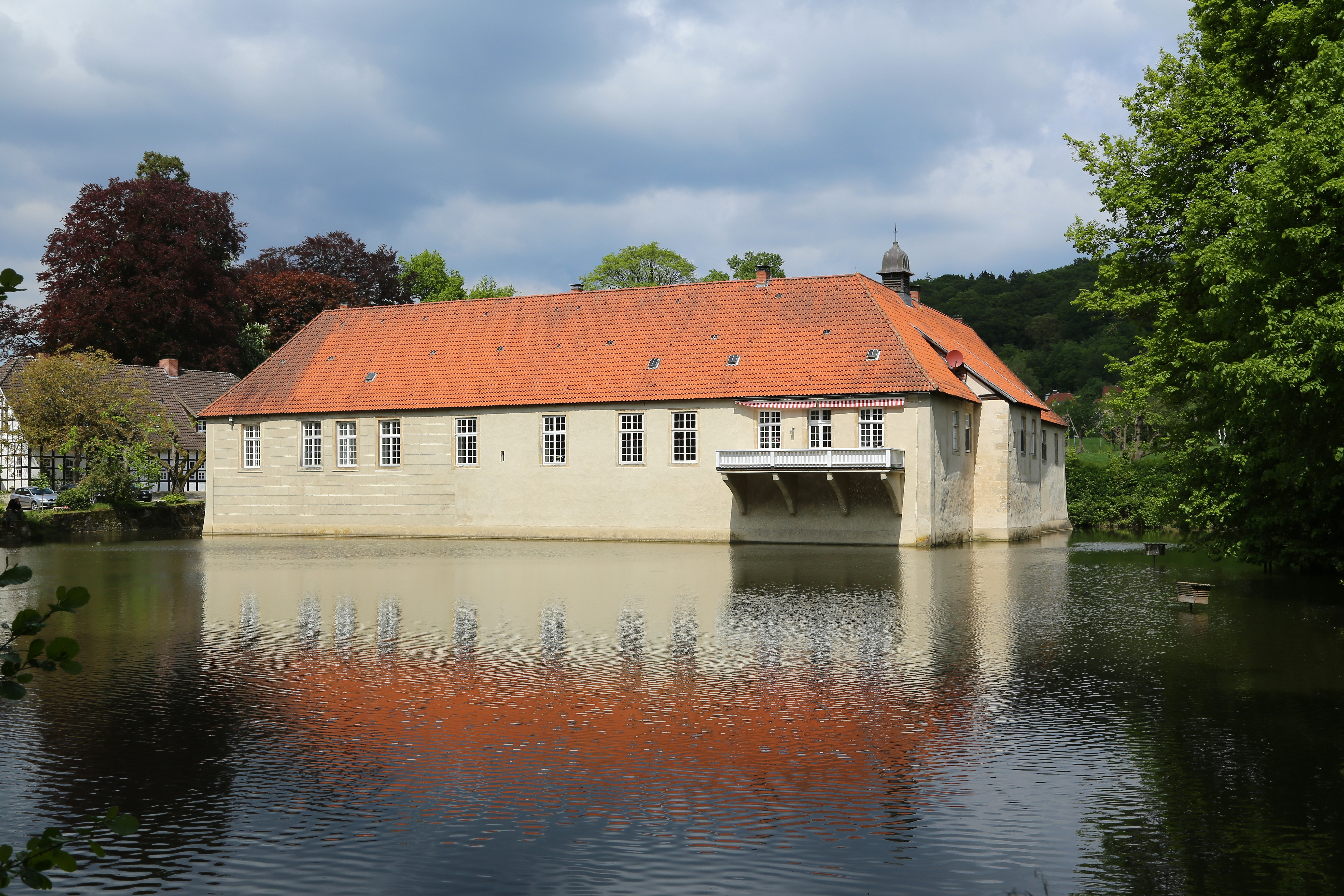
マルク館

トイトブルクの森の南西斜面の麓に水城のマルク館がある。これは14世紀に建設された領主館で、1643年にこの館でヴェストファーレン条約に向けた予備折衝が行われた。
重要な経済因子が、17世紀から18世紀の「テックレンブルガー・レヴェントリネン」と呼ばれた粗い亜麻布の生産で、イングランド、オランダ、スペイン向けに販売された。
城砦を修繕しようとする試みが頓挫した後、プロイセン政府の命令により、1744年から城砦の一部の取り壊しが始まった、ナポレオン戦争後の1815年にテックレンブルク郡が創設された。
1904年9月8日のマーケットの大火で5件の家屋と2棟の納屋が失われた。消火水不足解消のためにテックレンブルク上水道が建設された。これがテックレンブルガー・ラント水供給連盟の先駆けとなった。
本市は1974年まで郡行政の中心であった。郡および市町村再編に伴い、1975年1月1日にアムツゲマインデ・テックレンブルク（ブロホターベック、レーデン、レッデ、テックレンブルク）がテックレンブルク市に統合され、テックレンブルク郡と旧シュタインフルト郡から、新たなシュタインフルト郡が形成された。
テックレンブルクは1974年8月26日に州指定のルフトクアオルト（空気の清浄な保養地）となった。テックレンブルクがクナイプ保養地に指定されたのは1999年12月10日であった。

## 特記事項

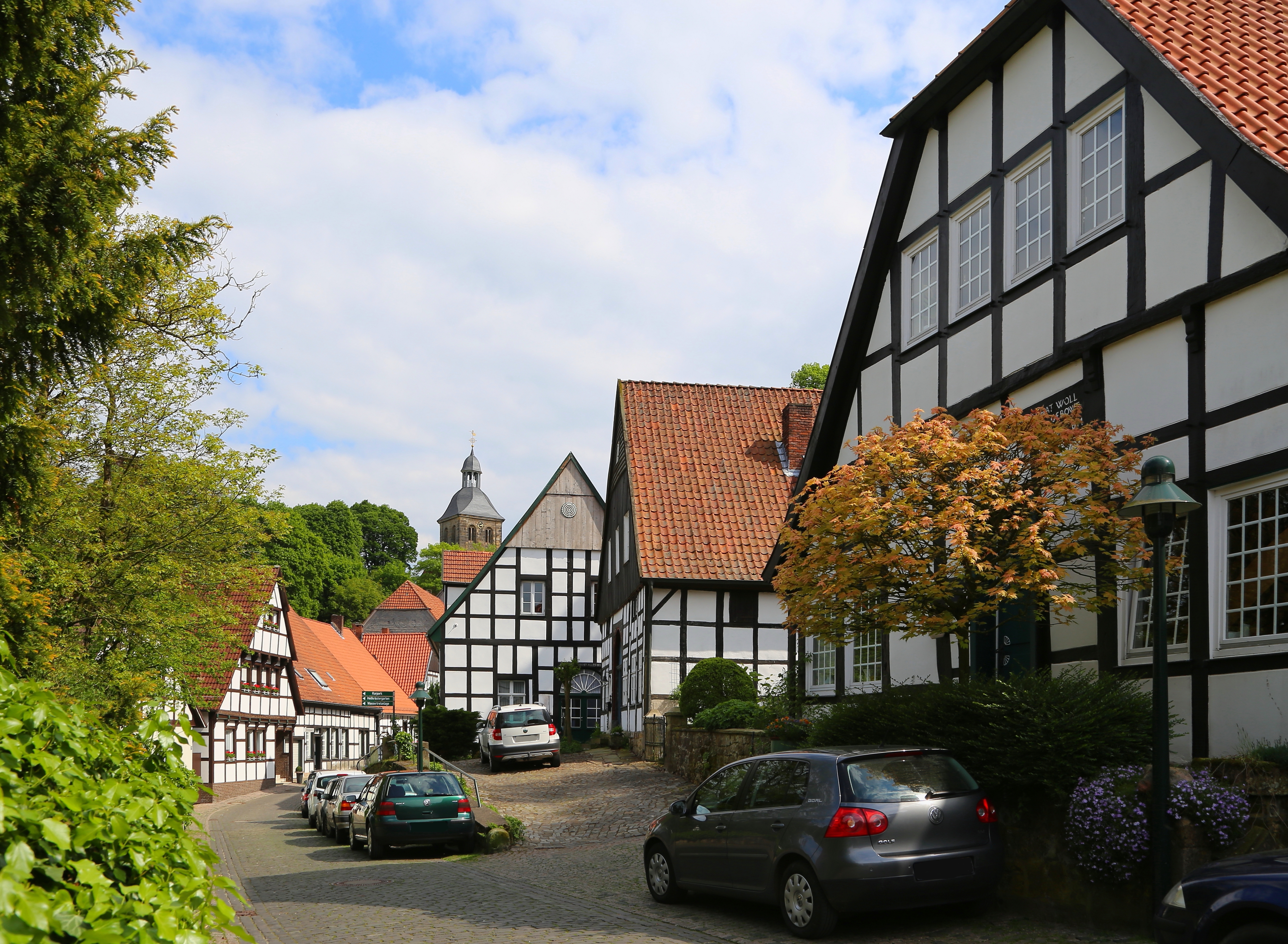
木組み建築が遺るテックレブルク旧市街

テックレンブルクは、ミュンスターラントでは珍しく歴史的中核市区のほとんどが保存されている街である。現在はテックレンブルク野外劇場として利用されているテックレンブルク城は、中世には、オスニングを越える通り道の管理ができ、関税や通行料を得ることができる立地の良さから、この地域の重要な城であった。この城も街も、リューベック - ブレーメン - ミュンスター - ケルンとたどる交易路の重要拠点であった。同時に、ヨーロッパ北部の巡礼者達が使徒の墓参のためにサンチャゴ・デ・コンポステラへむかう道として利用した。ローマへの巡礼者にもテックレンブルクを通る道が推奨された。

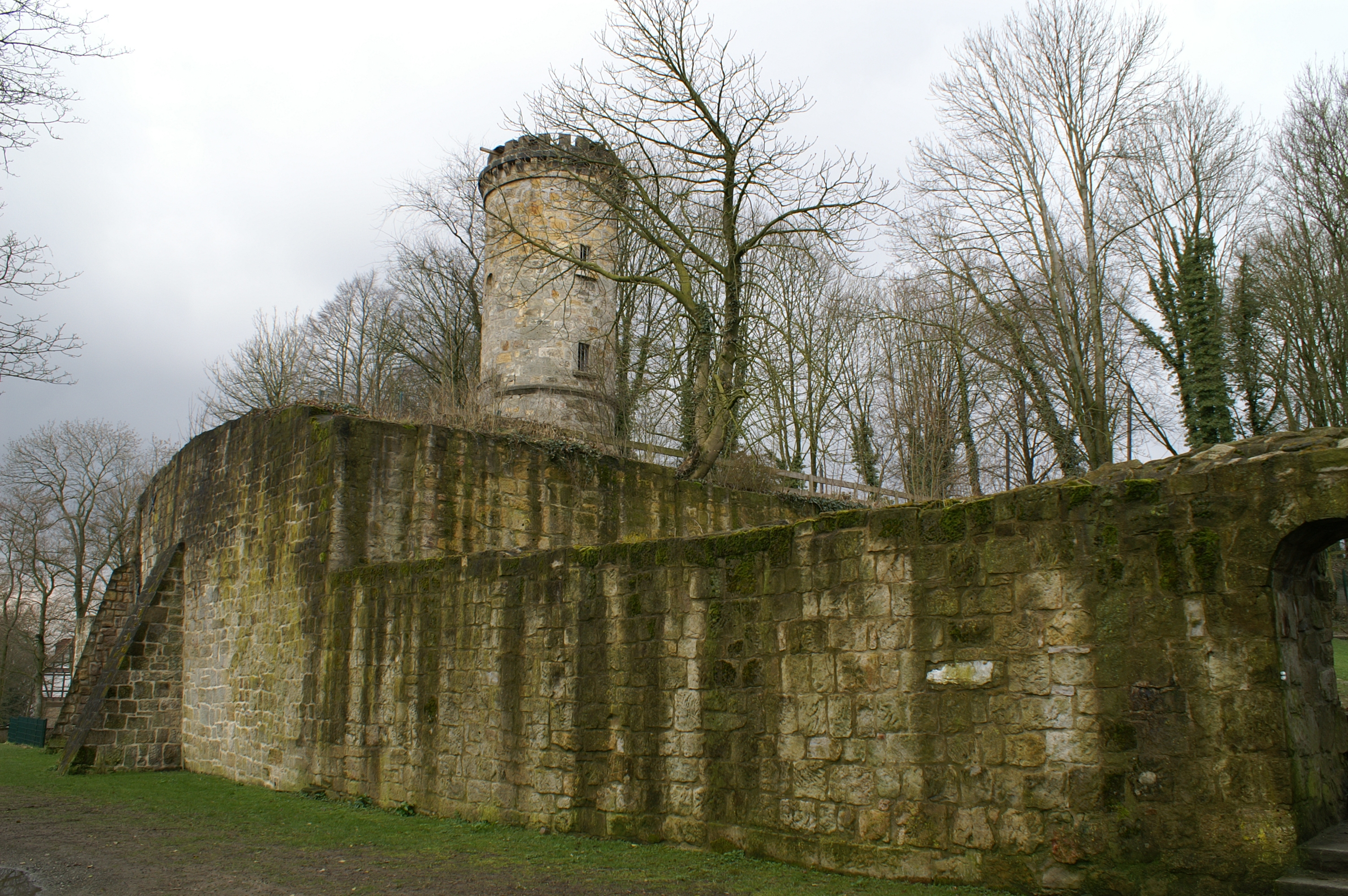
テックレンブルクのヴィーア塔

改革派を信仰する伯家は、ドイツで初めて魔女狩りに公然と異を唱えたブラバント出身の医師ヨーハン・ヴァイヤー（またはヴィーア）を支援した。特に自らも薬用植物を熟知していたテックレンブルク＝シュヴェーリン女伯アンナは1562年から1580年まで彼の活動を奨励した。魔女の火刑は、テックレンブルク領内では禁じられた。ヴァイヤーは1588年にテックレンブルクで亡くなった。彼は1562年から1566年に建設された市教会に葬られた。1884年に彼を記念してヴィーア塔が建設された。この建設に伴い、美化協会は城塞跡地を整備した。
現在、魔女というテーマはこの街の観光上の誘因の1つとなっている。周回遊歩道「ヘクセンプファート」（直訳: 魔女の小径）は城跡から「ヘクセンキューヒェ」（直訳: 魔女の台所）、ローラントの墓、ハイデンテンペルを経由して約 5 km で市内に戻る。この街に関する多くの伝承や歴史が遺されている。
テックレンブルクのクルムマッハー家から、ニーダーライン地方の啓蒙活動に大きな影響を与えた2人の福音主義神学者が誕生した。フリードリヒ・アドルフ・クルムマッハー（1767年 - 1845年）とゴットフリート・ダニエル・クルムマッハー（1774年 - 1837年）の兄弟である。ゲーテにも評論された兄の寓話はドイツ全土に、さらに翻訳されてヨーロッパ中に広まった。テックレンブルクのクルムマッハー通り、クルムマッハー＝ハウス、クルムマッハー＝シューレは彼を記念したものである。
もう一人の有名な出身者が神学者のフリードリヒ・フォン・ボーデルシュヴィングである。彼はビーレフェルトで「フォン・ボーデルシュヴィング財団ベーテル」を設立した。
レーデン地区からは、中世にオスナブリュック（旧市街）市長1人、同第二市長を2人輩出した貴族家レーデン家が成立した。この家門はこの地のレーデンホーフおよびネムデンのレーデンブルク城を拠点とした。

## 地理

### 議会
2014年の選挙以降、この街の市議会は26議席からなる。

### 首長
1975年の市町村再編以後の市長を以下に列記する。
- 1975年　フローレンツ・ペータース（暫定委託）
- 1975年 - 1979年　ヴァルター・ラーゲマン (FDP)
- 1979年 - 1984年　グンター・ジーク (SPD)
- 1984年 - 1989年　クラウス・マルティン・ラウスベルク (CDU)
- 1989年 - 1994年　クラウス・ホルトハウス (SPD)
- 1994年 - 1995年　クラウス・マルティン・ラウスベルク (CDU)
- 1995年 - 2009年　ヴィルフリート・ブレンストルプ[10]
- 2009年 -　シュテファン・シュトライト (SPD)

### 姉妹都市
- シャロンヌ＝シュル＝ロワール（フランス、メーヌ＝エ＝ロワール県）1982年[11]

### 紋章
銀地（白地）に、青い横帯。帯の中に横たわった金色（黄色）の錨。帯の上部に2枚、下部に1枚、赤いスイレンの葉が描かれている。
テックレンブルク市の紋章は2つの主要な要素からなっている。睡蓮の葉はテックレンブルク家との結びつきを意味しており、伯家の紋章から採られた。錨はリンゲン伯家のシンボルである。テックレンブルク市とリンゲン伯家との間には歴史的な関係はないため、なぜ市の紋章に錨が使われているのかは議論の余地がある。テックレンブルク家は後にリンゲン伯領地域の歴史的な権利を継承したことを表すためにリンゲンの錨をその紋章に採り入れた。これに伴って市の紋章にもこの意匠が採用されたと考えられる。テックレンブルガー・ラントの多くの市町村が、その紋章にスイレンの葉や錨を採用している。

## 経済と社会資本

### ブドウ栽培

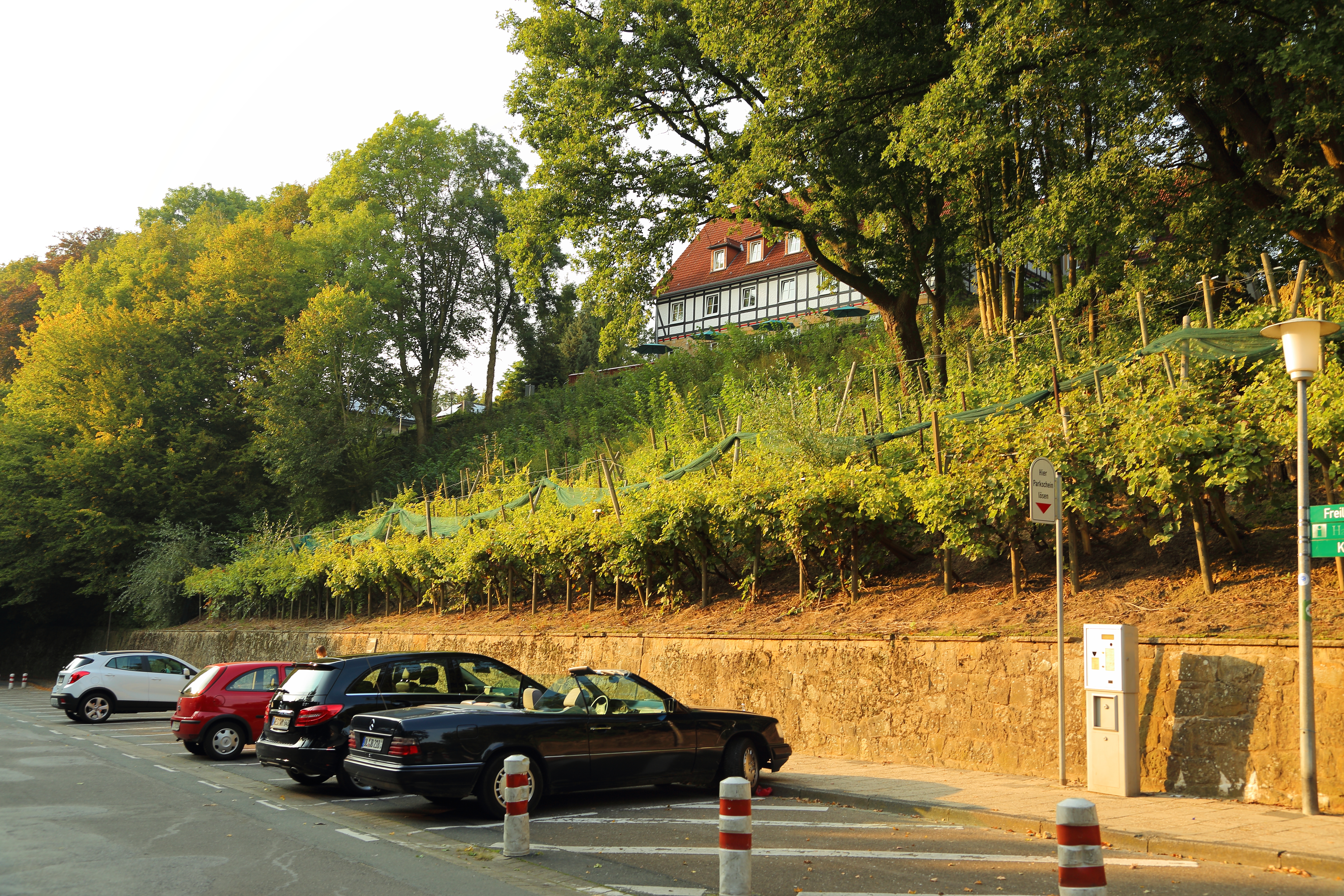
テックレンブルクのブドウ畑

城山の南斜面ではテックレンブルク伯の時代から既にブドウが栽培されていた。古いブドウ山に1987年に再びブドウの木が植えられた。最初のブドウ搾りはは1989年に行われた。このブドウ山は1980年代に短い期間であったがドイツで最も来たのブドウ山とされていた。2015年春にブドウ山に赤ワインのブドウであるレーゲント種が植えられた。この種類のブドウは2017年に初めて搾られた

### 交通

#### 鉄道

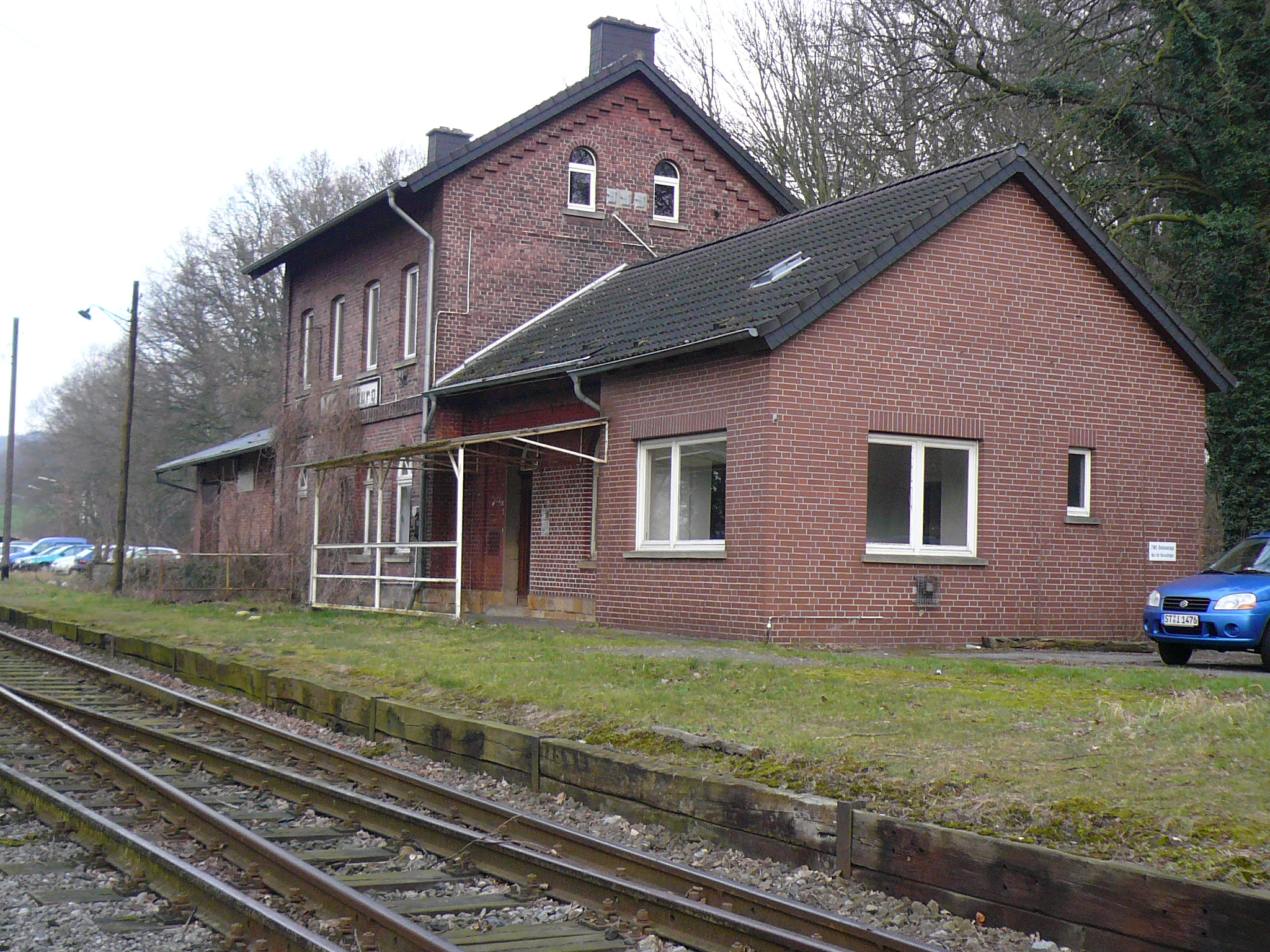
旧テックレンブルク駅駅舎

1968年までは旅客交通にも利用されていたテックレンブルク駅は、1901年に開通したトイトブルガー・ヴァルト鉄道のイベンビューレン - ヘーフェルホーフ線のイベンビューレン / ハーフェン・デレンテ - レンゲリヒ (ヴェストファーレン) 間に位置しており、現在は散発的に貨物列車と特別列車「トイト＝エクスプレス」が運行するだけである。
2010年8月、夏の嵐で土手崩れが起きたため、「トイト＝エクスプレス」はレンゲリヒからテックレンブルクまでで終点とされ、ブロホターベックを経由してイベンビューレン・アーゼーまでの運行はなされていない。
1年後、南行きの線路も遮断され、新たな所有者キャプトレイン・ドイチュラントによって修理がなされなかったため、2012年1月に「アクティオーンスビュントニス・プロ TWE」（直訳: TWE推進活動連盟）が結成され、トイトブルガー・ヴァルト鉄道の長期保守管理やレジャー観光交通としての定期的利用を目標に活動している。

#### バス
テックレンブルクから定期的にレンゲリヒの駅へ行くバスが運行されており、ここでオスナブリュックおよびミュンスター行きの列車に接続する。またイベンビューレン行きのバスもあり、その駅でオスナブリュックおよびライネ行きの列車に接続する。レーデン地区からはロッテ行き（ロッテでオスナブリュック行きのバスに接続する）およびレンゲリヒ行きのバスがある。

#### 道路
連邦アウトバーン A1号線のレンゲリヒ・インターチェンジまたはA30号線のラゲンベック・インターチェンジを経由してテックレンブルクにアクセスできる。

#### 自転車
テックレンブルクは、自転車道「100城ルート」や「歴史的都市中核部」によって結ばれている。

#### 航空
ミュンスター・オスナブリュック国際空港は、約 19 km の距離にある。

#### 通勤者
テックレンブルクでは、この街への通勤者が、この街からの通勤者よりも多い。2015年6月30日現在、のこの街からの通勤者は 2,753人、この街への通勤者は 3,229人であった。テックレンブルク住民の主要な勤務地は、オスナブリュック、イベンビューレン、レンゲリヒである。テックレンブルク住民のうち 1,175人が市内で働いている。

### 公共機関

#### 消防団
ブロホターベック、レッデ、レーデン、テックレンブルクに、合わせて4つの消防隊がある。

#### 警察
警察サービスセンターが、テックレンブルク市庁舎の1階にある。

#### 教育
基礎課程学校 

4つのキャンパスを持つ基礎課程学校が1校（トイトブルガー・ヴァルトシューレ）ある:
- ブルーダー＝クラウス＝シューレ・ブロホターベック
- シュティフツシューレ・レーデン
- フリードリヒ＝アドルフ＝クルムマッハー＝シューレ・テックレンブルク
- レッデ基礎課程学校

上級の学校
- テックレンブルク全日制本課程学校
- グラーフ＝アドルフ＝ギムナジウム
- レンゲリヒ/テックレンブルク総合学校（テックレンブルク・キャンパス）

#### その他の機関
- テックレンブルク郡庁舎
- テックレンブルク区裁判所
- テックレンブルク教会クライスの社会奉仕施設
- テックレンブルク福音主義青少年教育センター
- テックレンブルク LWL 青少年の家
- テックレンブルク・ユースホステル
- オットー＝モーダーゾーン美術館テックレンブルク

## 人物

### 出身者
- アドルフ・フォン・テックレンブルク（ドイツ語版、英語版）（1185年 - 1224年）オスナブリュック司教
- ヨハン・レナー（1525年 - 1583年）公証人、歴史官
- フリードリヒ・アドルフ・クルンマッハー（ドイツ語版、英語版）（1767年 - 1845年）福音主義神学者
- フリードリヒ・フォン・ボーデルシュヴィング（1831年 - 1910年）福音主義神学者
- エルンスト・テ・ペールト（1852年 - 1932年）画家
- ヘルマン・バイツケ（1875年 - 1953年）医師、結核研究者
- エルヴィン・ヴィーロウ（ドイツ語版、英語版）（1890年 - 1982年）第二次世界大戦時の軍人、歩兵大将

### ゆかりの人物
- ヨーハン・ヴァイヤー（1515年 - 1588年）医師。ドイツで初めて公式に魔女狩りに抗議した。
- アーニャ・カルリチェク（ドイツ語版、英語版）（1971年 - ）商人、政治家、連邦議会議員。ブロホターベックで暮らし、活動した。

## 関連文献
- Friedrich Ernst Hunsche (1976). Tecklenburg 1226–1976. Suburdium – Wicbeld – Stadt. Tecklenburg
- Gerhard Arnold Rump (1672). Des Heil. Röm. Reichs uhralte hochlöbliche Graffschafft Tekelenburg. Bremen
- Siegfried Rauer (1996). Geschichts- und Heimatverein Tecklenburg. ed. Historische Nachricht von der Grafschaft Tecklenburg (um 1670). Tecklenburger Beiträge. III. Tecklenburg. pp. 31–60
- Christof Spannhoff, ed (2008). Die „Kurtze Beschreibung der Uhralten Grafschaft Tecklenburg und der Herschaft Rheda“ des Moritz Meier (um 1685). Norderstedt

これらの文献は、翻訳元であるドイツ語版の参考文献として挙げられていたものであり、日本語版作成に際し直接参照してはおりません。

## 訳注
1. ↑  トイトブルクの森南東部エッゲ山地（ドイツ語版、英語版）に接する付近の古名